# Len karpacki
Len karpacki (Linum extraaxillare Kitt.) – gatunek rośliny należący do rodziny lnowatych (Linaceae). Występuje w Karpatach oraz w górach Półwyspu Bałkańskiego. W Polsce występuje wyłącznie w Tatrach. Roślina dość rzadka. Przez niektórych botaników jest uważany za podgatunek lnu trwałego.

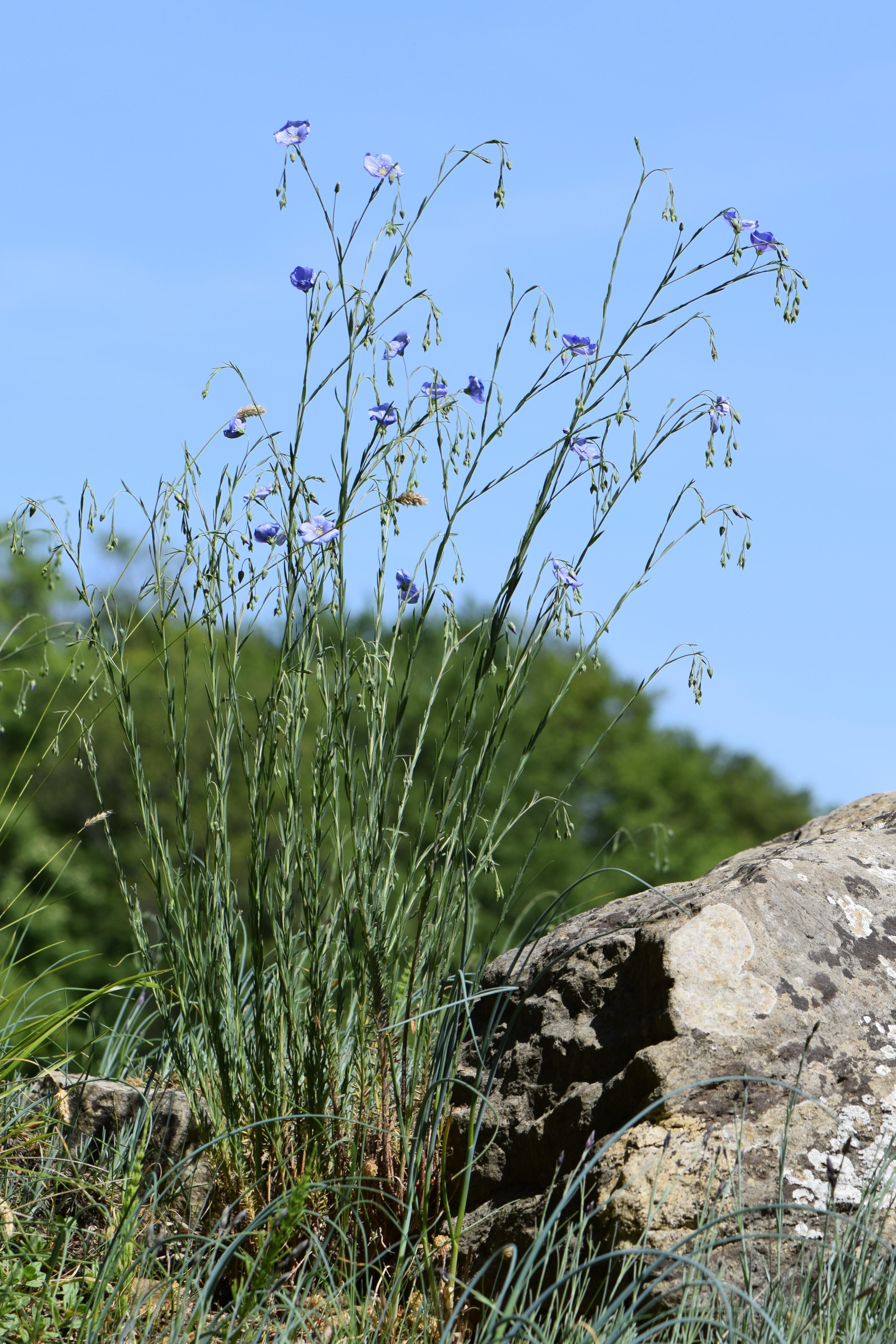
Pokrój

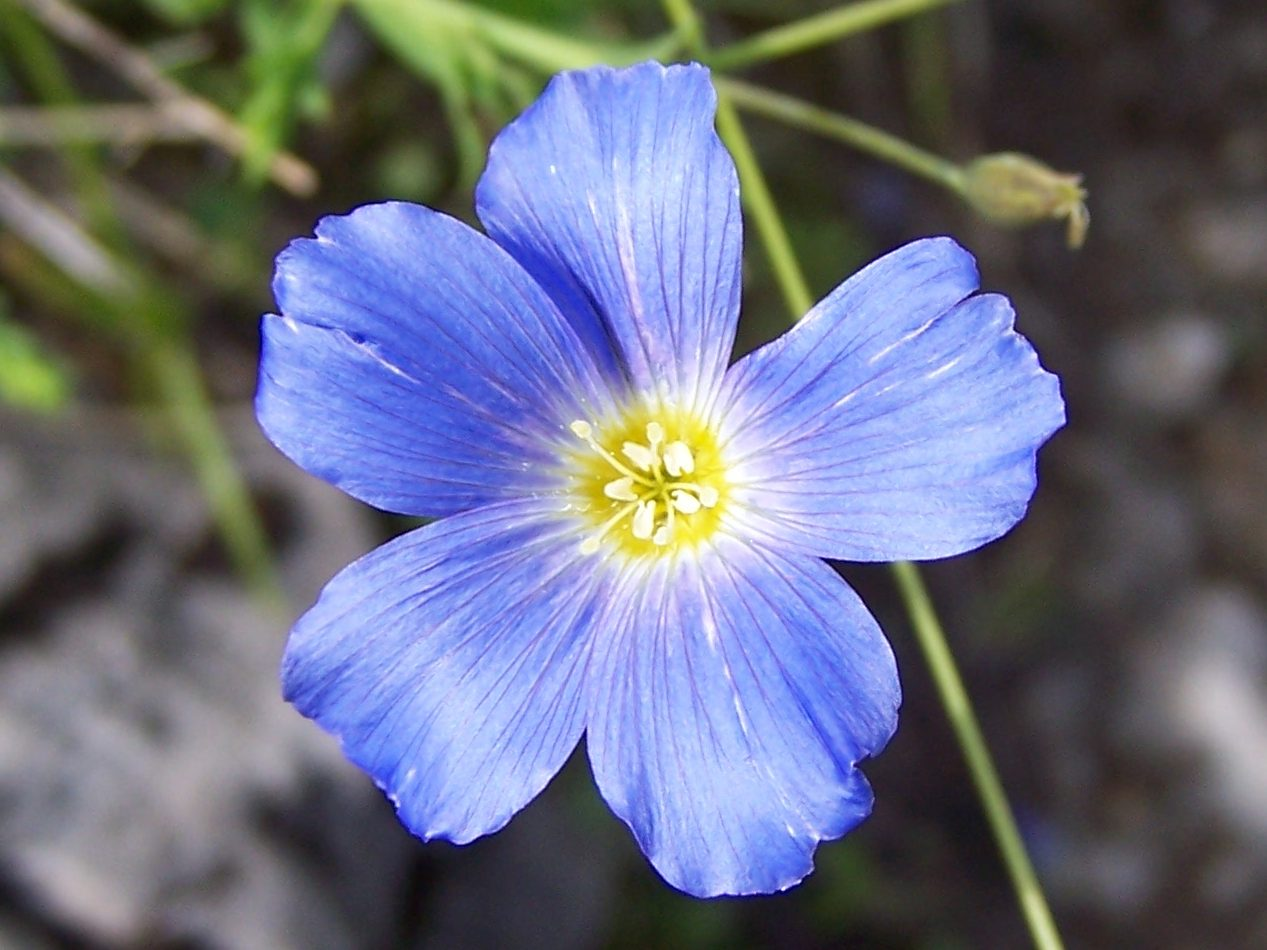
Kwiat

## Morfologia
PokrójTworzy rzadkie kępki.
ŁodygaCienka, wzniesiona i naga, pojedyncza, lub rozgałęziająca się górą. Wysokość 30–40 cm.
LiścieUlistnienie skrętoległe. Liście lancetowatego kształtu, wydłużone o zaostrzonych końcach, czasami niesymetryczne. Dolne liście wcześnie usychają.
KwiatyNa długich szypułkach. Na jednej łodydze przeważnie kilka kwiatków. Działki kielicha o kształcie jajowato-lancetowatym i obłonione. 5 niebieskich płatków korony. Słupki z maczugowatymi znamionami, kilka pręcików o nasadach zrośniętych w rurkę oraz kilka prątniczków.
OwocTorebka ok. półtora raza dłuższa od kielicha. Po dojrzeniu torebek ich szypułki są wyprostowane, lub nieznacznie tylko zgięte. Nasiona o długości do 5 mm, jednostronnie oskrzydlone.

## Biologia i ekologia
- Bylina. Kwitnie od czerwca do sierpnia, zapylana jest przez owady[5].
- Siedlisko: występuje na halach, wśród skał, głównie na podłożu wapiennym (roślina wapieniolubna). Roślina górska, występuje od regla górnego po piętro halne, hemikryptofit[5].
- W klasyfikacji zbiorowisk roślinnych gatunek charakterystyczny dla Ass. Festucetum carpaticae[8].